# Sudín
Sudín (německy Sudin) je vesnice pod Orlickými horami ve východních Čechách, část obce Bačetín v okrese Rychnov nad Kněžnou v Královéhradeckém kraji. Nachází se v nadmořské výšce 475 m a žije zde 52 obyvatel. Uprostřed Sudína je kaplička sv. Anny s nově instalovanou dřevěnou sochou.

## Historie
První písemná zmínka v zemském archivu o existenci Sudína je z roku 1458.
V letech 1869–1950 byla samostatnou obcí a od roku 1961 se vesnice stala součástí obce Bačetín.

## Obyvatelstvo
| Rok            | 1869 | 1880 | 1890 | 1900 | 1910 | 1921 | 1930 | 1950 | 1961 | 1970 | 1980 | 1991 | 2001 | 2011 | 2021 |
| -------------- | ---- | ---- | ---- | ---- | ---- | ---- | ---- | ---- | ---- | ---- | ---- | ---- | ---- | ---- | ---- |
| Počet obyvatel | 152  | 149  | 140  | 118  | 129  | 116  | 105  | 73   | 68   | 57   | 50   | 58   | 54   | 57   | 52   |
| Počet domů     | 21   | 21   | 20   | 28   | 28   | 27   | 23   | 25   | 25   | 17   | 17   | 22   | 24   | 24   | 21   |

## Další fotografie

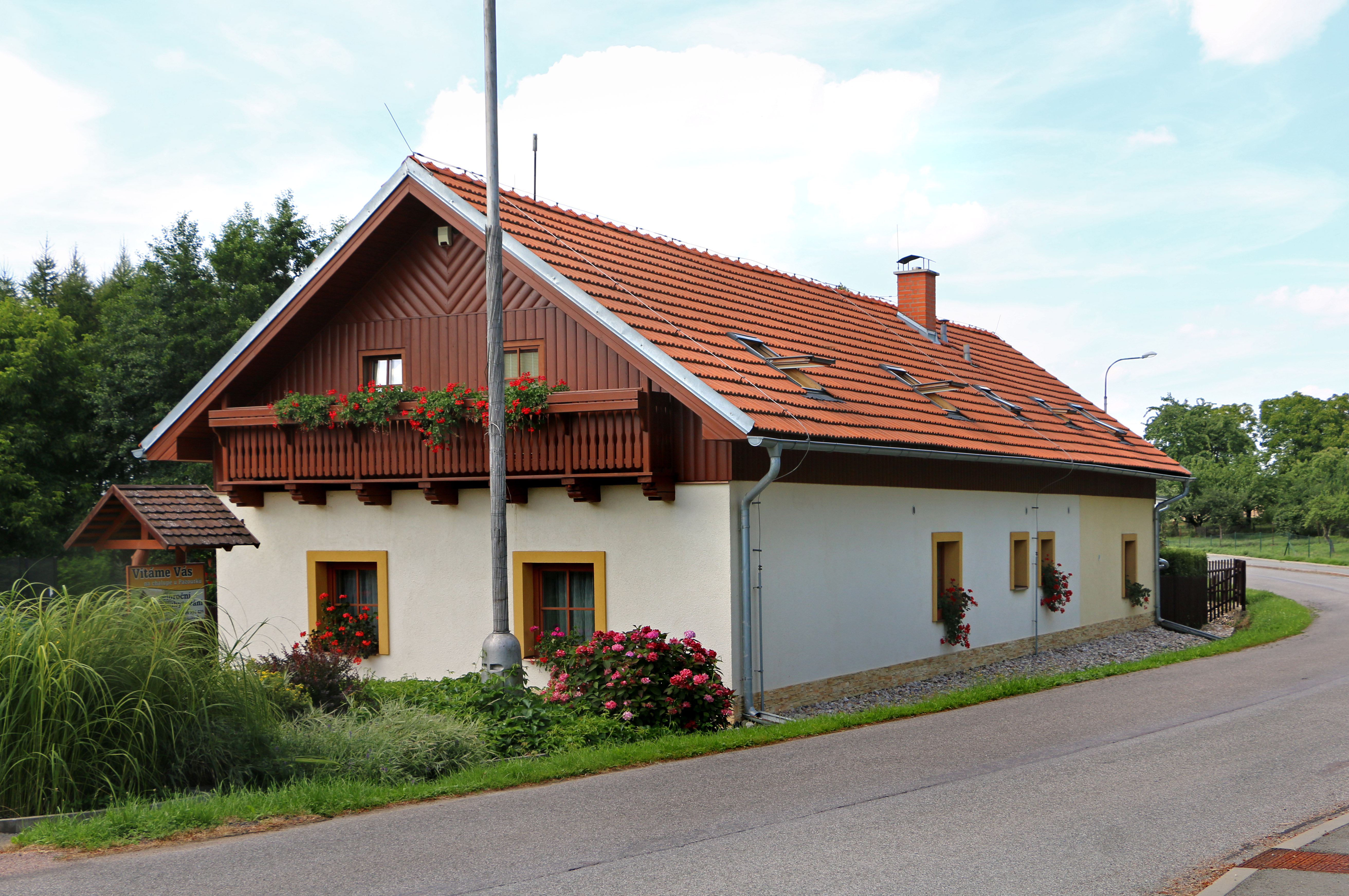
Dům čp. 14
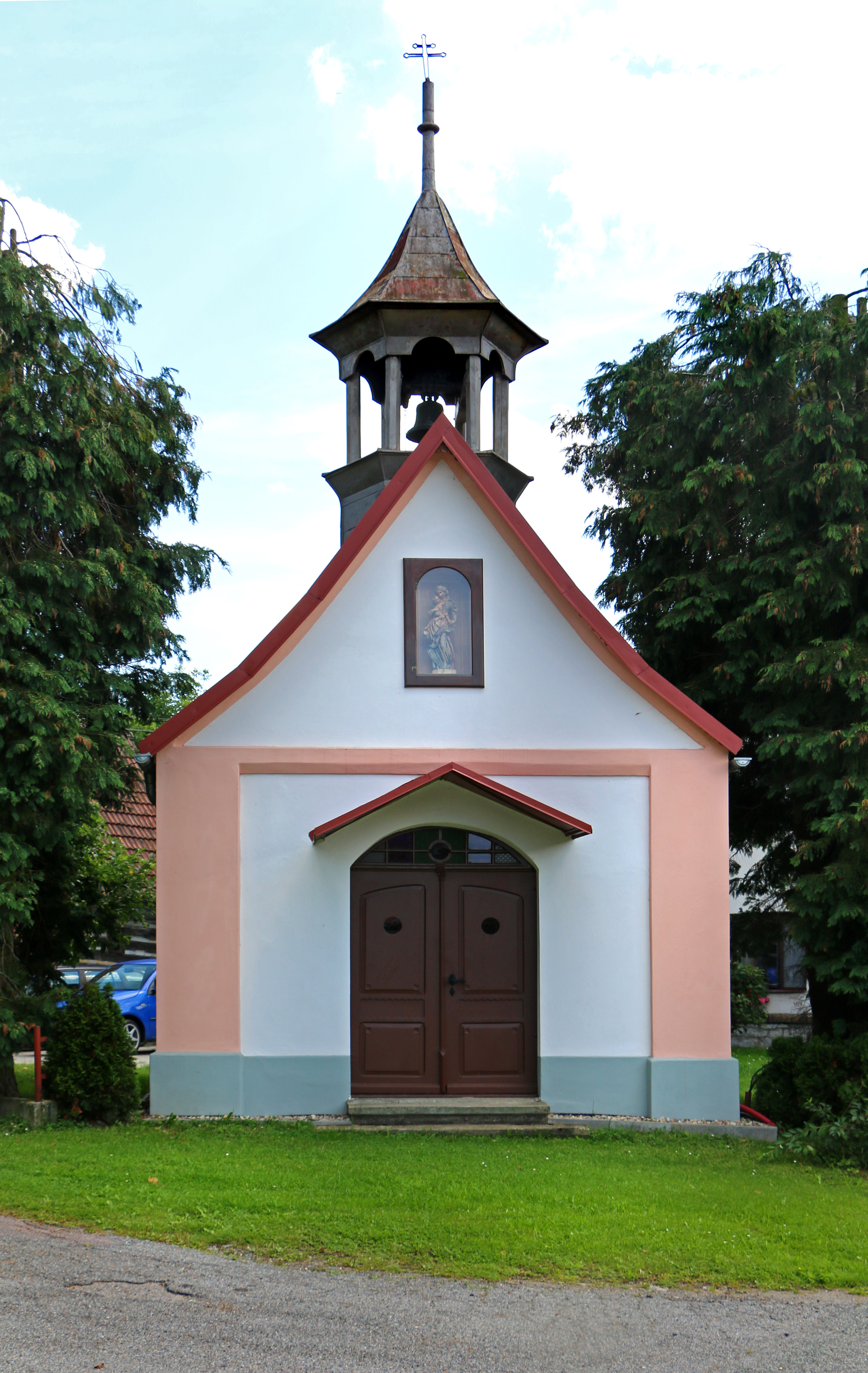
Opravená kaplička
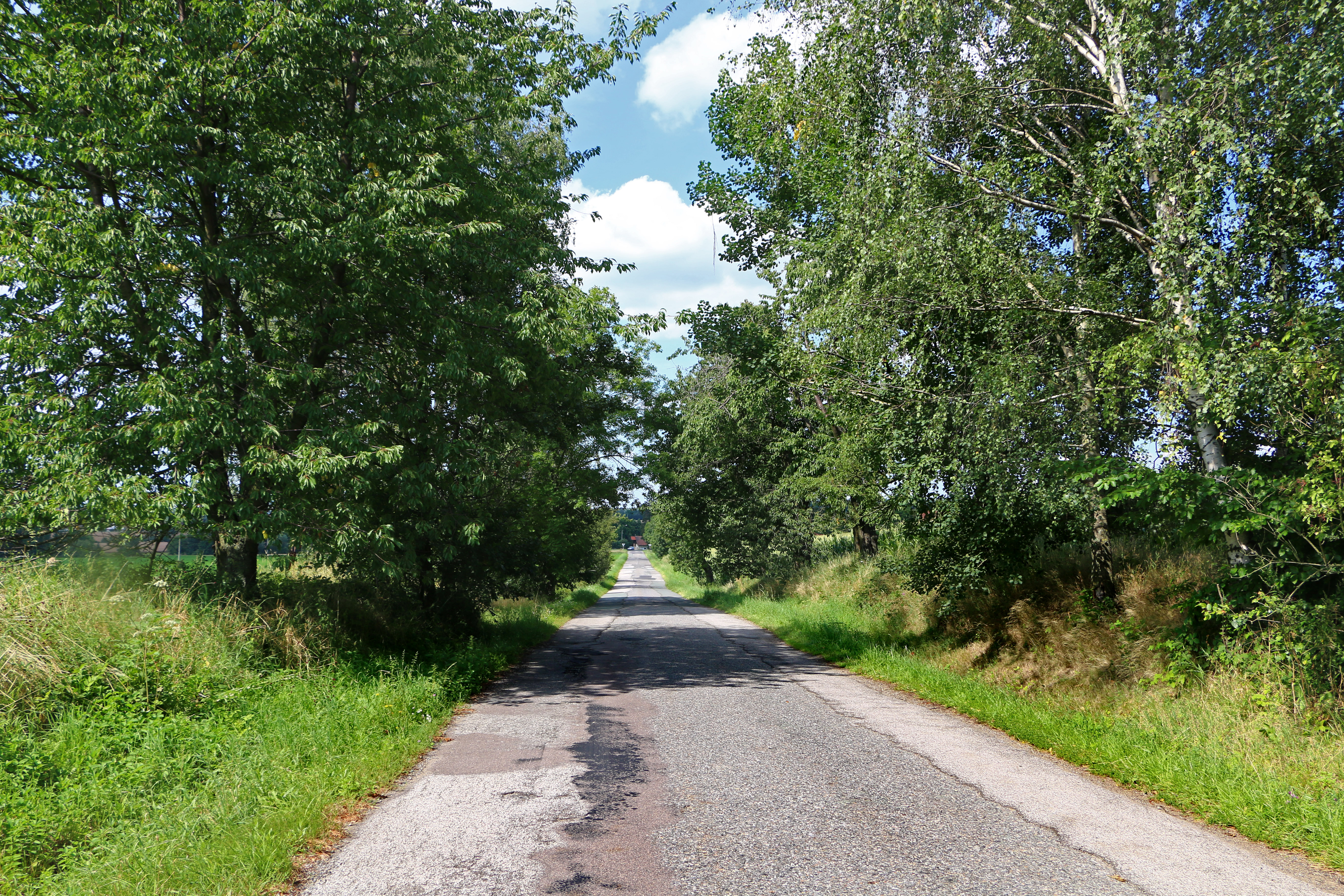
Silnice od Bačetína k Sudínu